# Hughes H-1 Racer
Hughes H-1 Racer ("dirkač") je dirkalno letalo, ki ga je leta 1935 izdelalo podjetje Hughes Aircraft. Z uporabo različnih kril je postavil tako svetovni hitrostni rekord kot tudi čezcelinski hitrostni rekord za polet preko Združenih držav Amerike (od obale do obale obeh oceanov, Atlantskega in Tihega). H-1 Racer je bilo zadnje letalo, ki ga je zgradil zasebnik in ki je postavilo svetovni hitrostni rekord; večina letal, ki so od takrat presegla rekord, je bila vojaških zasnov.

## Razvoj
Med delom na svojem filmu Hell's Angels iz leta 1930 je Howard Hughes najel Glenna Odekirka za vzdrževanje flote več kot 100 letal, ki so jih uporabili pri snemanju filma. Oba sta si delila zanimanje za letalstvo ter skovala načrt za izdelavo letala, ki bi podiralo rekorde. Letalo so sicer poimenovali z različnimi imeni, vendar je splošno znano kot H-1. To je bil prvi tip letala, ki ga je izdelalo podjetje Hughes Aircraft. Oblikovanje se je pričelo leta 1934 z natančno izdelanim modelom (dolgim več kot dva metra), ki so ga preizkusili v vetrovniku Kalifornijskega tehnološkega inštituta in razkrili zmožnost doseganja hitrosti okoli 587 km/h.

## Oblikovanje
Poenostavitev je bila najpomembnejše merilo zasnove, kar je privedlo do tega, kar je bilo retroaktivno opisano kot "ena najčistejših in najelegantnejših zasnov letal, kar jih je bilo kdajkoli izdelanih". Med gradnjo je bilo razvitih veliko prelomnih tehnologij, vključno z individualno obdelanimi poravnanimi zakovicami, zaradi katerih je bila aluminijasta obloga letala izjemno gladka. H-1 je imel zložljivo glavno podvozje in popolnoma zložljivo hidravlično aktivirano repno drsalko, s pomočjo katere so dosegli zmanjšanje upora pri običajnem repnem kolesu in s tem povečanje končne hitrosti. Letalo je bilo opremljeno z dvovrstnim 14-valjnim zračno hlajenim zvezdastim motorjem Pratt&Whitney R-1535 s prostornino 25,15 litrov, prvotno ocenjen na 700 hp (522 kW), vendar uglašen za moč več kot 1.000 hp (750 kW). Za doseganje rekordov tako pri največji hitrosti kot pri dirkah na dolge razdalje so izvorna kratkorazponska visokohitrostna krila zamenjali z daljšimi za lete na dolge razdalje.

## Uporaba
Preden je H-1 poletel v zrak, je bil svetovni absolutni hitrostni rekord 702,9 km/h, ki ga je od oktobra 1934 držal hidroplan Macchi MC72. Rekord kopenskega letala je bil 505,85 km/h, povprečje Raymonda Delmotta v Caudronu C.460.
Hughes je prvi polet H-1 pilotiral 17. avgusta 1935 na letališču Grand Central v Glendaleu v Kaliforniji. Mesec dni kasneje, 13. septembra, je Hughes na letališču Martin Field blizu Santa Ane v Kaliforniji podrl hitrostni rekord kopenskega letala in dosegel 567,12 km/h, povprečeno na štirih časovno merjenih prehodih. Letalo je bilo natovorjeno z minimalno količino goriva, da bi ohranili nizko težo, Hughes pa ni smel opraviti tretjega in četrtega preleta. Ker mu je zmanjkalo goriva, je strmoglavil na polju pese južno od Santa Ane, ne da bi utrpel resne poškodbe zase ali za letalo.:133–134 Ko so njegovi rojaki prispeli na kraj nesreče, je Hughes rekel: "Lahko ga popravimo; hitreje bo šel."
Hughes je kasneje na dirkalniku H-1 Racer naredil manjše spremembe, da bi ga naredil primernejšega za poskus čezcelinskega hitrostnega rekorda. Najpomembnejša sprememba je bila vgradnja novega kompleta kril z večjim razponom, kar je zmanjšalo obremenitev kril. 19. januarja 1937, leto in pol po tem, ko je s H-1 postavil hitrostni rekord kopenskega letala, je Hughes podrl svoj čezcelinski hitrostni rekord, ko je neprekinjeno poletel iz Los Angelesa v New York v 7 urah, 28 minutah in 25 sekundah, s čimer je za dve uri izboljšal prejšnji čas 9 ur in 27 minut. Njegova povprečna hitrost med letom je bila 518 km/h . 
Glede na to, da so bila v tistem času sodobna vojaška letala še vedno dvokrilna, je Hughes pričakoval, da bo ameriško vojaško letalstvo (USAAC) sprejelo novo zasnovo njegovega letala in H-1 postavilo za osnovo nove generacije ameriških lovskih letal. Njegova prizadevanja, da bi prepričal letalski korpus, so propadla. V povojnem pričanju pred senatom je Hughes navedel, da je bil odpor do inovativne zasnove razlog za zavrnitev letala H-1 s strani USAAC: »Poskušal sem prodati to letalo vojski, vendar so ga zavrnili, ker takrat vojska ni menila, da je enokrilec primeren za lovsko letalo...« 
Letalski pisec William Wraga trdi, da je H-1 Racer navdihnil kasnejša lovska letala z zvezdastim motorjem, kot so Republic P-47 Thunderbolt, Mitsubishi A6M Zero in Focke-Wulf Fw 190, ne da bi za to ponudil kakršne koli argumente, razen da je »Hughes pokazal, kako je treba to narediti«.  Po vojni je Hughes trdil, da je »vsem bilo očitno, da je Mitsubishi A6M Zero kopiran iz Hughesovega H-1 Racerja«. Trdil je, da so oblika krila, zasnova repa in splošna podobnost Zera izpeljane iz njegovega dirkalnika.  [ N 1 ] Jiro Horikoshi, oblikovalec Mitsubishija Zero, je odločno zanikal obtožbe, da je Hughes H-1 vplival na zasnovo japonskega lovskega letala.  Dirkalnik Hughes H-1 je predstavljen v filmu Moški proti nebu (Men Against the Sky) na RKO Radio Pictures iz leta 1940, kjer igra vlogo prototipa hitrega zasledovalnega plovila "McLean Aircraft". 

## Ohranitev letala
Originalni H-1 Racer je bil leta 1975 podarjen muzeju Smithsonian in je na ogled v Nacionalnem letalskem in vesoljskem muzeju. Zaradi gradbenega projekta v NASM je Hughes Racer razstavljen v centru Steven F. Udvar-Hazy v Chantillyju v Virginiji. Krila in trup sta bila zaradi prostorskih razlogov ločena.

## Specifikacije (H-1 Racer, originalna krila)
Podatki iz "Howard Hughes' H-1: The Search for the Fastest Plane in the World".
Splošne značilnosti
- Posadka: 1
- Dolžina: 27 ft 0 in (8,23 m)
- Razpon kril: 31 ft 9 in (9,68 m)
- Višina: 8 ft (2,4 m)
- Površina kril: 138 sq ft (12,8 m2)
- Teža praznega letala: 3,565 lb (2 kg)
- Bruto teža: 5,492 lb (2 kg)
- Pogon letala: 1 × Pratt & Whitney R-1535 Twin Wasp Junior[7] radial engine, 1.000[2] hp (750 kW)

Zmogljivost
- Maks. hitrost: 352 mph (566 km/h; 306 kn)
- Obremenitev krila: 40 lb/sq ft (200 kg/m2)
- Razmerje moč/teža: 0.13hp/lb (210W/kg)

## Galerija
- Struktura repa
- Zadnji pristajalni drsnik
- Desna stran
- Podrobna obdelava lesa in kovine v notranjosti
- Propeler
- Poenostavljen rep
- Poravnana kovinska konstrukcija za aerodinamiko
- Nadstrešek s poravnano kovinsko konstrukcijo
- Gondola radialnega motorja je velika in s tem omogoča uhajanje izpušnih plinov
- Pogled skozi pokrov armaturne plošče
- Stranski upravljalniki v pilotski kabini
- Emblem Pratt & Whitney "Zanesljivi motorji"